# Goeblange
Goeblange (luxembourgeois : Giewel, allemand : Goeblingen) est une section de la commune luxembourgeoise de Koerich située dans le canton de Capellen.